# BreconRidge

Logo der BreconRidge Corporation

BreconRidge war ein Unternehmen der Elektro-, Luft- und Raumfahrttechnik mit Sitz in Ottawa, Kanada. Das Unternehmen entwickelte und baute elektronische Komponenten für Kommunikation, für die Luft- und Raumfahrt, für die Zivilindustrie und für den Medizinbereich. Es beschäftigte zuletzt etwa 1000–1200 Mitarbeiter und erzielte rund 300 Millionen CAD an Umsatzerlösen.

## Geschichte
2010 wurde BreconRidge von Sanmina-SCI aufgekauft.

## Produkte
Zu den Kommunikationskomponenten gehörten u. a. Mikrowellen- und RF-Sender und -Empfänger, IP-Telefone und IP-Controller, optische Netzwerkkarten, Wireless-Ethernet-Systeme, optische Transreceiver und Transponder.
Für die Luft- und Raumfahrt entwickelte das Unternehmen u. a. Sender und Empfänger für Satellitenanwendung, Sender und Empfänger für Radarsysteme, C-XBand-Sender und -Empfänger, Radarmodule und Subsysteme.
Für kommerzielle Zwecke: größere Industriecomputer, mobile Bedienterminals, Sicherheitsüberwachung und Funkgeräte

## Standorte
Das Unternehmen hatte Niederlassungen in New York sowie in Hongkong und Shenzhen.